# Lodjuret
För kattdjuret, se Lodjur.
Lodjuret (Lynx på latin) är en ljussvag stjärnbild på norra stjärnhimlen. De ljusstarkaste stjärnorna bildar en svagt skönjbar sicksack-linje. Konstellationen är en av de 88 moderna stjärnbilderna som erkänns av den Internationella Astronomiska Unionen.

## Historik
Några av stjärnorna dokumenterades av den grekiske astronomen  Ptolemaios i hans samlingsverk Almagest, men inte som del i någon konstellation.
Johannes Hevelius beskrev konstellationen I “Prodromus astronomiae”, som publicerades några år efter hans död, 1690. Han ville täcka luckan på stjärnhimlen mellan Stora björnen och Kusken. Han skrev i sitt verk att endast den som har så god syn som ett lodjur kan se stjärnbilden. I den stjärnkatalog som följde med kallade han stjärnbilden “Lynx, sive Tigris” – Lodjuret eller Tigern.

## Stjärnor
Det här är de ljusaste stjärnorna i konstellationen.
- α - Alfa Lyncis är en röd jätte av magnitud 3,14.
- 31 Lyncis (Alsciaukat) är den enda stjärnan med egennamn. 4,25
- 38 Lyncis ärAlsciaukat en dubbelstjärna. 3,82
- 12 Lyncis 4,86
- 19 Lyncis 5,80
- 6 Lyncis 5,88

## Djuprymdsobjekt

### Stjärnhopar
- NGC 2419 (Caldwell 25) är en klotformig stjärnhop. Det är den mest avlägsna av alla kända objekt av denna typ och ligger 275 000 ljusår bort, vilket är längre bort än de Magellanska molnen. Stjärnhopen rör sig fortare än flykthastigheten vid det avståndet och kallades tidigare ”Intergalaktiska vandraren”. Numera vet astronomerna att stjärnhopen trots allt verkar vara i en lång elliptisk bana runt Vintergatan. Förutom att vara den mest avlägsna av vår galax stjärnhopar är den också en av de ljusstarkaste.[3]

### Galaxer
- NGC 2500 är en stavgalax.
- NGC 2537 (Arp 6, Bear’s Paw Galaxy)
- NGC 2549
- NGC 2683 (UFO-galaxen) är en spiralgalax.
- NGC 2770 är en spiralgalax. Den har smeknamnet “Supernovafabriken” efter tre supernovautbrott på senare år: SN 1999eh, SN 2007uy och SN 2008D.[2]
- NGC 2782 är också en spiralgalax, med en liten och extremt ljusstark kärna.[3]
- IC 2233 är en spiralgalax och en av de plattaste kända galaxerna.

### Kvasarer
- APM 08279+5255 är en kvasar med universums största kända svarta hål.